# Power of Attraction
Power of Attraction – debiutancki singel Natalii Lesz wydany w czerwcu 2007 roku na terenie USA. Utwór wydano wyłącznie w celach promocyjnych, promo CD rozesłane zostało do najlepszych amerykańskich DJ-ów . Zebrał on pozytywne recenzje od krytyków.
W Polsce promocja utworu miała miejsce w połowie 2008 roku i był to drugi singel z debiutanckiego albumu.

## Lista utworów
- Singel promocyjny[2]

1. Eric Kupper Club Mix 9:26
2. Eric Kupper Dub 8:56
3. Eric Kupper Radio Edit 3:40

- Singel internetowy[3]

1. Eric Kupper Club Mix 9:26
2. Eric Kupper Dub 8:56
3. Eric Kupper Radio Edit 3:40
4. Acapella 4:16

- Inne wersje utworu

1. Sven Martin Remix 4:29 - znalazł się na albumie "Natalia Lesz".
2. Metro Remix 5:31 - najprawdopodobniej zrobiony przez DJ-a do prywatnego użytku.